# Sophronica ochreovertex
Sophronica ochreovertex är en skalbaggsart som beskrevs av Stefan von Breuning 1967. Sophronica ochreovertex ingår i släktet Sophronica och familjen långhorningar. Inga underarter finns listade i Catalogue of Life.